# Powiat Waidhofen an der Thaya
Powiat Waidhofen an der Thaya (niem. Bezirk Waidhofen an der Thaya) – powiat w Austrii, w kraju związkowym Dolna Austria, w rejonie Waldviertel. Siedziba powiatu znajduje się w mieście Waidhofen an der Thaya.

## Geografia
Powiat graniczy: na zachodzie z powiatem Gmünd, na południu z powiatem Zwettl i na wschodzie z powiatem Horn. Na północy powiat graniczy z Czechami.
Powiat usytuowany jest nad rzeką Dyja.

## Podział administracyjny
Powiat podzielony jest na 15 gmin, w tym trzy gminy miejskie (Stadt), dziesięć gmin targowych (Marktgemeinde) oraz dwie gminy wiejskie (Gemeinde).
| Miasta 1. Groß-Siegharts (2693) 2. Raabs an der Thaya (2656) 3. Waidhofen an der Thaya (5219) Gminy targowe 1. Dietmanns (1038) 2. Dobersberg (1553) 3. Gastern (1161) 4. Karlstein an der Thaya (1472) 5. Kautzen (1080) 6. Ludweis-Aigen (882) 7. Thaya (1438) 8. Vitis (2714) 9. Waldkirchen an der Thaya (481) 10. Windigsteig (941) | Gminy 1. Pfaffenschlag bei Waidhofen an der Thaya (939) 2. Waidhofen an der Thaya-Land (1284) |
| (stan liczby mieszkańców 1 stycznia 2023) |                                                                                               |

## Transport
Przez powiat przebiegają drogi krajowe: B5 (Waidhofener Straße), B30 (Thayatal Straße), B36 (Zwettler Straße) i B303 (Weinviertler Straße). Powiat leży na trasie linii kolejowej Wiedeń – Praga, inne linie o znaczeniu lokalnym to Dobersberg – Schwarzenau i Raabs an der Thaya – Göpfritz an der Wild.